# Decursio (wojsko)

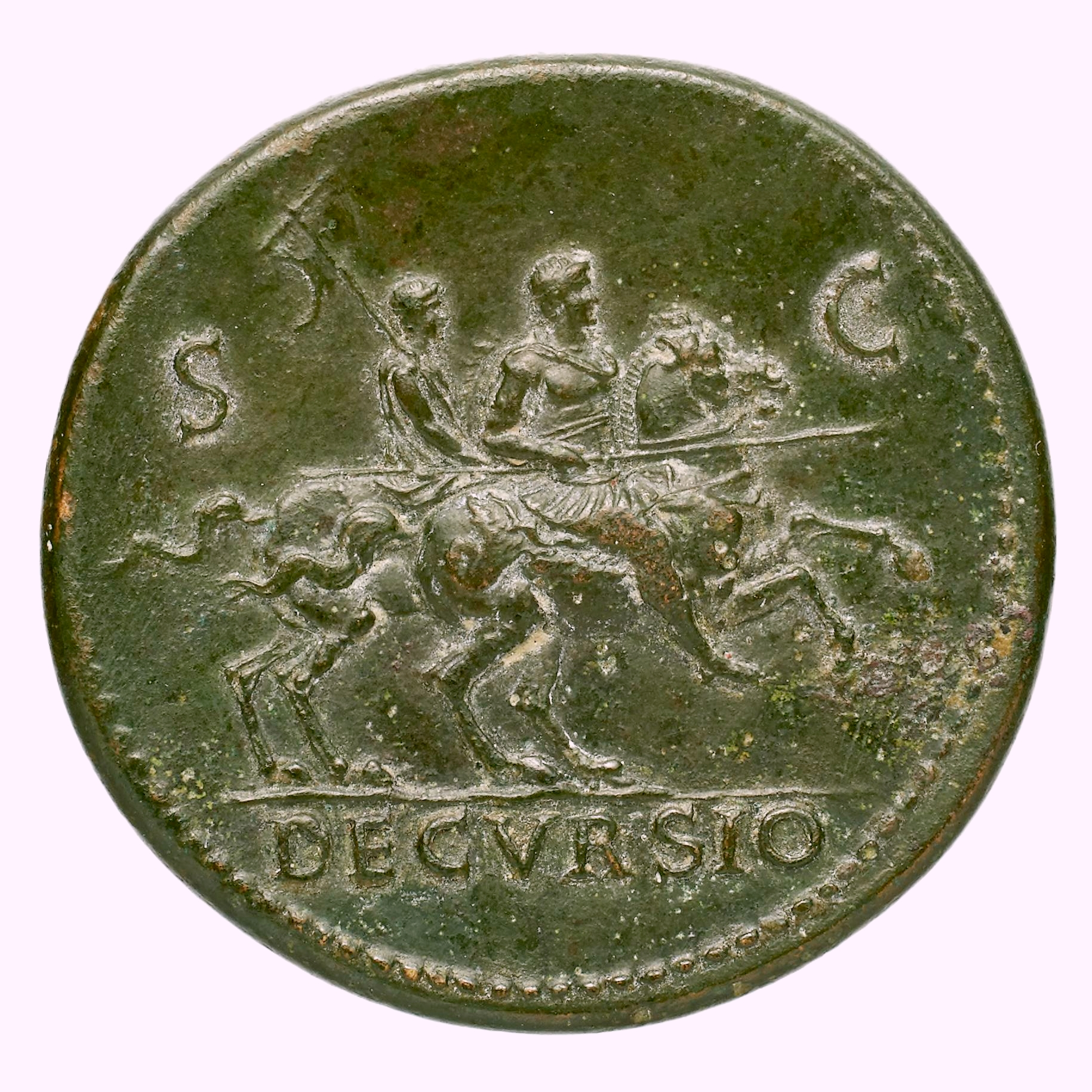
Decursio symbolicznie przedstawione na monecie Nerona

Decursio (łac. dēcursĭō – dosł. przebieg, paradowanie) – w wojskach rzymskich rodzaj przeglądów wojska połączonych z paradami, a także ćwiczeń, przeprowadzanych przy szczególnych okazjach w obecności panującego.
Jako decursio militum odbywane było w rocznice ku pamięci zasłużonego wodza (np. Druzusa w Mogontiacum). Za Augusta przeprowadzanie go zalecane było trzykrotnie w ciągu miesiąca, poza tym odbywane w przypadku nadzwyczaj uroczystych okazji.
U udziale Nerona w takim przeglądzie oddziałów pretorianów wspomina Swetoniusz (Żywoty cezarów, Nero 7). Juliusz Kapitolinus podaje bliższe szczegóły o praktykowaniu takiego decursio, jakiemu cesarz Maksymin Trak poddawał swoich legionistów: „Co pięć dni kazał żołnierzom defilować w uzbrojeniu, staczać pozorne walki i robić przegląd mieczy, pancerzy, hełmów, tarcz, tunik i wszelkiej broni; sam nawet przeglądał ich obuwie” (Historia Augusta, Dwaj Maksyminowie 6,2).
W ikonografii (zwłaszcza na monetach) decursio przedstawiano symbolicznie w postaci dwóch jeźdźców, co nawiązywało do Dioskurów, uważanych za patronów rzymskiej jazdy, czuwających nad nią podczas tych przeglądów wojska. 